# Billy Spurdle
William «Billy» Spurdle (Saint Peter Port, Guernsey, 28 de enero de 1926 - Guernsey, 20 de junio de 2011) fue un futbolista británico que se desempeñaba en la posición de centrocampista. Anotó un total de 63 goles en 381 partidos de liga en su carrera, la cual duró dieciséis años y disputó al completo en la Football League.

## Carrera
Spurdle nació en Guernsey, pero se trasladó a Oldham con el fin de escapar de la ocupación alemana de las islas del Canal durante la Segunda Guerra Mundial. Sirvió en la Marina Real a lo largo de la contienda. Una vez instalado en la ciudad inglesa, comenzó su carrera futbolística con el Oldham Athletic en marzo de 1948. Anotó cinco goles en un total de 56 partidos en la Third Division North con el equipo dirigido por Billy Wootton. El Oldham finalizó las temporadas 1947-48 y 1948-49 en undécima y sexta posición, respectivamente.
En enero de 1950, el Manchester City se hizo con los servicios de Spurdle por una suma de 12 000 libras esterlinas. No obstante, a pesar del fichaje, el conjunto mancuniano descendió a la Second Division en la campaña de 1949-50. En la siguiente temporada, Les McDowall se hizo cargo de la dirección del equipo de Maine Road y lo llevó a proclamarse campeón de la segunda categoría, lo que conllevaba el ascenso a la First Division. En la temporada 1951-52, los «Citizens» terminaron en la decimoquinta plaza y, en la 1952-53, Spurdle anotó doce goles, por lo que fue el máximo goleador del equipo junto con Johnny Williamson. En la siguiente campaña, el City se vio relegado a las últimas posiciones de la tabla. No obstante, en la temporada 1954-55, consiguió sacar provecho del «plan Revie» y escaló hasta la séptima plaza. Asimismo, llegó a la final de la FA Cup, en la cual cayó derrotado por 3-1 frente al Newcastle United; en este partido, Spurdle se vio forzado a jugar la mayoría del mismo en la posición de lateral derecho con el fin de cubrir el espacio dejado por Jimmy Meadows tras su lesión. De este modo, Spurdle se convirtió en el primer jugador de Guernsey en disputar una final de este torneo. El conjunto mancuniano mejoró aún más la siguiente campaña y consiguió concluir la liga en cuarta posición y llegar a la final de la FA Cup por segundo año consecutivo. A pesar de que el Manchester City se impuso por tres tantos a uno al Birmingham City, Spurdle no pudo disputar el encuentro como consecuencia de unos forúnculos en su brazo.
El Port Vale, de la Second Division, fichó a Billy en noviembre de 1956 por 4000 libras. Su debut con este equipo se produjo en un partido contra el Bury en Vale Park y Spurdle consiguió anotar un gol; el partido finalizó con un resultado de 3-2 favorable a los locales. Además, marcó un doblete dos semanas después en un enfrentamiento en el que el Port Vale se impuso por cuatro tantos a dos a los Doncaster Rovers. Estas victorias permitieron a los «Valiants» salir temporalmente de las posiciones de descenso, pero, posteriormente, encadenaron una racha de siete encuentros consecutivos sin ganar. Billy concluyó la temporada 1956-57 con un registro de siete goles en veintitrés encuentros. Aun así, estos no fueron suficientes para evitar el descenso del Port Vale ni el despido del entrenador Freddie Steele.
En el verano de 1957, el Oldham Athletic, que aún competía en la Third Division North, volvió a fichar al jugador, esta vez por 1000 libras. El equipo finalizó decimoquinto en la temporada 1957-58, un punto por debajo de las plazas que daban acceso a la Third Division, cuya primera edición se celebraría la siguiente campaña, por lo que competiría en la también nueva Fourth Division. Consecuentemente, Ted Goodier fue relegado de la posición de entrenador y Norman Dodgin lo sustituyó. No obstante, el Oldham cayó hasta la vigésimo primera posición en la campaña de 1958-59, por lo que tuvo que solicitar su reingreso en la Football League. Lo mismo sucedió en la 1959-60, tras acabar en la vigésimo tercera plaza. Bajo la dirección del nuevo entrenador, Jack Rowley, el equipo mejoró y obtuvo la duodécima posición en la temporada 1960-61, así como la undécima en la siguiente. En la última campaña de Spurdle con el combinado de Boundary Park, la 1962-63, el Oldham consiguió el ascenso al quedar subcampeón de la categoría. Tras su retirada como profesional, Billy permaneció en el club como asistente técnico hasta que volvió a las islas del Canal en 1967. Spurdle rechazó una oferta para entrenar al equipo.
Spurdle falleció el 20 de junio de 2011, a los 85 años de edad.

### Trayectoria
| Club                     | País       | Temporadas | Partidos | Goles |
| ------------------------ | ---------- | ---------- | -------- | ----- |
| Oldham Athletic A.F. C.  | Inglaterra | 1948-1950  | 56       | 5     |
| Manchester City F. C.    | Inglaterra | 1950-1956  | 160      | 32    |
| Port Vale F. C.          | Inglaterra | 1956-1957  | 21       | 7     |
| Oldham Athletic A. F. C. | Inglaterra | 1957-1963  | 144      | 9     |

## Palmarés

### Como jugador
Manchester City F. C.
- Subcampeón de la Second Division: 1950-51.
- Subcampeón de la FA Cup 1954-55.

Oldham Athletic A. F. C.
- Subcampeón de la Fourth Division: 1962-63.